# باد فوننبرغ
باد ووننبرغ (بالألمانية: Bad Wünnenberg) هي بلدة ألمانية تقع في ألمانيا في بادربورن.[بحاجة لمصدر]  يقدر عدد سكانها بـ 12,302 نسمة .